# Tournoi de clôture du championnat d'Haïti de football 2008
Navigation
Tournoi précédent Tournoi suivant
Le tournoi de clôture de la saison 2008 du Championnat d'Haïti de football est le second tournoi saisonnier de la dix-huitième édition de la première division à Haïti. Les quatorze meilleures équipes du pays sont regroupées au sein d’une poule unique où elles s’affrontent une seule fois. À l’issue du tournoi, un classement cumulé des 2 tournois de l’année est fait afin de déterminer les deux formations reléguées en Division 2.
C'est le Racing Gonaïves qui remporte la compétition après avoir terminé en tête du classement final, avec trois points d'avance sur Baltimore SC. C'est le deuxième titre de champion d'Haïti de l'histoire du club.

## Les clubs participants
| - Violette AC - JS Capoise - AS Cavaly - AS Mirebalais - AS Capoise - Don Bosco FC - Baltimore SC | - Racing Gonaïves - Aigle Noir AC - Tempête FC - AS de Carrefour - Valencia Léogâne - Victory SC - Zénith Cap-Haïtien |

## Compétition
Le barème de points servant à établir le classement se décompose ainsi :
- Victoire : 3 points
- Match nul : 1 point
- Défaite : 0 point

### Classement
| Rang | Équipe             | Pts | J  | G | N | P | Bp | Bc | Diff |
| ---- | ------------------ | --- | -- | - | - | - | -- | -- | ---- |
| 1    | Racing Gonaïves    | 29  | 13 | 9 | 2 | 2 | 16 | 8  | +8   |
| 2    | Baltimore SC       | 26  | 13 | 7 | 5 | 1 | 13 | 5  | +8   |
| 3    | Violette AC        | 21  | 13 | 5 | 6 | 2 | 15 | 10 | +5   |
| 4    | Aigle Noir AC      | 21  | 13 | 6 | 3 | 4 | 12 | 11 | +1   |
| 5    | AS de Carrefour    | 21  | 13 | 6 | 3 | 4 | 16 | 16 | 0    |
| 6    | AS Cavaly          | 17  | 13 | 4 | 5 | 4 | 15 | 8  | +7   |
| 7    | Don Bosco FC       | 17  | 13 | 4 | 5 | 4 | 11 | 9  | +2   |
| 8    | Victory SC         | 17  | 13 | 4 | 5 | 4 | 10 | 10 | 0    |
| 9    | AS Capoise         | 16  | 13 | 3 | 7 | 3 | 9  | 9  | 0    |
| 10   | AS Mirebalais      | 14  | 13 | 3 | 5 | 5 | 11 | 9  | +2   |
| 11   | JS Capoise         | 14  | 13 | 3 | 5 | 5 | 15 | 19 | -4   |
| 12   | Tempête FCT        | 12  | 13 | 2 | 6 | 5 | 14 | 19 | -5   |
| 13   | Valencia Léogâne   | 8   | 3  | 1 | 5 | 7 | 6  | 17 | -11  |
| 14   | Zénith Cap-Haïtien | 7   | 3  | 1 | 4 | 8 | 6  | 19 | -13  |

|  | Qualification pour la CFU Club Championship 2010 |
|  | T : Tenant du titre                              |

### Classement cumulé
Un classement cumulé des tournois Ouverture et Clôture est fait pour désigner les quatre équipes reléguées en deuxième division.
| Rang | Équipe             | Pts | J  | G  | N  | P  | Bp | Bc | Diff |
| ---- | ------------------ | --- | -- | -- | -- | -- | -- | -- | ---- |
| 1    | Baltimore SC       | 48  | 26 | 13 | 9  | 4  | 27 | 10 | +17  |
| 2    | Racing GonaïvesClo | 46  | 26 | 13 | 7  | 6  | 26 | 20 | +6   |
| 3    | Violette AC        | 41  | 26 | 11 | 8  | 7  | 29 | 21 | +8   |
| 4    | Tempête FCOuv      | 39  | 26 | 9  | 12 | 5  | 27 | 22 | +5   |
| 5    | Don Bosco FC       | 38  | 26 | 10 | 8  | 8  | 24 | 20 | +4   |
| 6    | AS Mirebalais      | 37  | 26 | 10 | 7  | 9  | 22 | 20 | +2   |
| 7    | Aigle Noir AC      | 36  | 26 | 10 | 6  | 10 | 23 | 28 | -5   |
| 8    | AS Cavaly          | 35  | 26 | 8  | 11 | 7  | 25 | 12 | +13  |
| 9    | Victory SC         | 33  | 26 | 7  | 12 | 7  | 17 | 16 | +1   |
| 10   | AS Capoise         | 30  | 26 | 6  | 12 | 8  | 18 | 18 | 0    |
| 11   | AS de Carrefour    | 29  | 26 | 7  | 8  | 11 | 20 | 29 | -9   |
| 12   | JS Capoise         | 27  | 26 | 6  | 9  | 11 | 20 | 29 | -9   |
| 13   | Valencia Léogâne   | 26  | 6  | 6  | 8  | 12 | 13 | 25 | -12  |
| 14   | Zénith Cap-Haïtien | 19  | 6  | 4  | 7  | 15 | 15 | 36 | -21  |

|  | Relégation directe en Division 2                                        |
|  | Ouv : Vainqueur du tournoi Ouverture Clo : Vainqueur du tournoi Clôture |

## Bilan de la saison
| Championnat d'Haïti de football 2008 |                            |
| Champion                             | Racing Gonaïves (2e titre) |
| Qualifications continentales         |                            |
| CFU Club Championship 2010           | Racing Gonaïves            |
| Promotions et relégations            |                            |
| Promus en Division 1                 | Racing Club Haïtien        |
| Promus en Division 1                 | Dynamite Saint-Marc        |
| Promus en Division 1                 | AS Saint-Louis du Nord     |
| Promus en Division 1                 | ASPDIF                     |
| Relégués en Division 2               | Valencia Léogâne           |
| Relégués en Division 2               | Zénith Cap-Haïtien         |